# 张天佐
张天佐（1963年8月—），男，汉族，河南禹州人。中国政治人物，1984年7月参加工作，1985年6月加入中共，党校研究生学历，农业推广硕士。现任农业农村部总畜牧师。

## 简历
2013年12月，任农业部产业政策与法规司司长。
2018年8月，任农业农村部农村合作经济指导司司长。
2021年6月，任农业农村部总畜牧师。